# 泰美站
泰美站位于广东省惠州市博罗县，是京九铁路的一座火车站，等级为四等站，距北京西站2236公里，距常平站79公里。站址在广东省博罗县泰美镇。车站建于1990年，本站及相邻上下行区间均已于2013年电气化，设有泰美变电所。本站为京九铁路博罗县境内的两个货运站之一，目前办理整车普通货物业务，不办理客运业务。
泰美站设有5条股道以及一座货场，站内设有通往铁三局桥梁厂的专用线。